# 吕甲顺
吕甲顺（韓語：여갑순，1974年5月8日—），韩国女子射击运动员，主攻步枪项目。她曾代表韩国参加1992年夏季奥林匹克运动会射击比赛，获得女子10米气步枪金牌。